# Corazón congelado
Corazón congelado – czwarty album studyjny hiszpańskiej piosenkarki Pastory Soler, wydany w 2001 przez wytwórnię Emi-Odeón.
Płyta składa się z dziesięciu utworów, których autorami byli m.in. Manolo Tena, Paco Ortega, Rafa Vega, Miguel Gallardo czy Carlos Jean. Z kolei za produkcję całego wydawnictwa odpowiedzialni byli Carlos Jean, Arturo Soriano i Paco Ortega.
Album otrzymał certyfikat platynowej płyty.

## Lista utworów
| Nr  | Tytuł                       | Tekst                         | Muzyka                        | Czas  |
| --- | --------------------------- | ----------------------------- | ----------------------------- | ----- |
| 1.  | „Quémame”                   | Jesús Cayuela, Manolo Tena    | Jesús Cayuela, Manolo Tena    | 3:14  |
| 2.  | „Corazón congelado”         | Carlos Jean                   | Carlos Jean                   | 3:49  |
| 3.  | „Quítame la vida”           | Rafa Vega                     | Rafa Vega                     | 3:34  |
| 4.  | „En mi soledad”             | Rodolfo Serrano García        | Rodolfo Serrano García        | 4:09  |
| 5.  | „Ven a mí”                  | Gori Carmona, Rosa García     | Gori Carmona, Rosa García     | 4:37  |
| 6.  | „Pa ti, pa ti”              | Paco Ortega, Manuel Reyes     | Paco Ortega, Manuel Reyes     | 3:36  |
| 7.  | „Adiós”                     | Paco Ortega                   | Paco Ortega                   | 3:35  |
| 8.  | „No te puedo mentir”        | Shuarma                       | Shuarma                       | 3:57  |
| 9.  | „Otra ocupa mi lugar”       | Miguel Gallardo               | Miguel Gallardo               | 3:53  |
| 10. | „La distancia de tus besos” | Antonio R. Fernández González | Antonio R. Fernández González | 3:46  |
|     |                             |                               | Całkowita długość:            | 38:10 |

## Certyfikat
| Kraj                   | Certyfikat      |
| ---------------------- | --------------- |
| Hiszpania (PROMUSICAE) | platynowa płyta |